# WOW – Die Entdeckerzone
WOW – Die Entdeckerzone (Originaltitel: Backyard Science) ist eine bei Super RTL ausgestrahlte deutschsprachige Magazinsendung für Kinder. Das nach Senderangaben für Zuschauer ab acht Jahren konzipierte Format ist eine australische Produktion von Beyond Productions.
Es handelt sich um eine fast halbstündige Sendung, in der 8- bis 12-jährige Kinder unter Anleitung populärwissenschaftliche Experimente durchführen, die in einer der Zielgruppe angemessenen Weise erklärt werden. Dabei werden Bezugspunkte zum Alltag der minderjährigen Zuschauer sowie Möglichkeiten aufgezeigt, selbst Experimente durchzuführen.
Moderatoren sind seit 2017 Vanessa Meisinger und Marc Dumitru, der Mark Schepp abgelöst hat. Die Sendung wurde vorher von Nina Moghaddam (2004–2012) gemeinsam mit Marcus Werner (2004–2006), später mit Florian Ambrosius (2007–2012) moderiert.